# Zastávka (district de Brno-Campagne)
Zastávka (jusqu'en 1920 : Boží Požehnání ; en allemand : Segen Gottes) est une commune du district de Brno-Campagne, dans la région de Moravie-du-Sud, en République tchèque. Sa population s'élevait à 2 573 habitants en 2020.

## Géographie
Zastávka se trouve à 2 km au nord-ouest de Rosice, à 18 km à l'ouest de Brno et à 171 km au sud-est de Prague.
La commune est limitée par Příbram na Moravě au nord-ouest et au nord, par Rosice à l'est, et par Babice u Rosic au sud et au sud-ouest.

## Histoire
L'histoire du village commence avec la découverte d'un gisements de houille en 1769.